# Danuta Peryt
Danuta Peryt (ur. 24 stycznia 1948 w Zielonce) – polska geolog, profesor nauk o Ziemi.

## Życiorys
W 1972 r. otrzymała magisterium na Uniwersytecie Warszawskim, w 1979 r. obroniła pracę doktorską, w 2005 r. uzyskała stopień stopień doktora habilitowanego. W 2014 r. uzyskała tytuł profesora nauk o Ziemi.
Była profesorem zwyczajnym i sekretarzem rady naukowej w Instytucie Paleobiologii im. Romana Kozłowskiego PAN.